# Mansis
Pour les articles homonymes, voir Mansi (homonymie).
Cet article concerne le peuple mansi. Pour la langue mansi, voir Mansi.
Les Mansis, littéralement Les gens en mansi, désignés par le passé sous l'exonyme de Vogoules ou Vogouls que leur donnent les Khantys, sont un peuple vivant autour de l'Ob dans le district autonome des Khantys-Mansis, au sein de l'oblast de Tioumen en Russie.